# Бригада НГУ «Азов»
12-та бригада спеціального призначення «Азов» (12 БрСпП, в/ч 3057) — військове формування в складі однойменного 1-го корпусу Національної гвардії України. Одна зі штурмових бригад Гвардії наступу МВС України.
Навесні 2014 року, після початку російсько-української війни, Андрій Білецький створив добровольчий батальйон патрульної служби міліції особливого призначення «Азов» МВС України. Він патрулював у Приазов'ї, у червні з боями звільнив Маріуполь, у серпні брав епізодичну участь у боях під Іловайськом, повернувся до Маріуполя, під Новоазовськ. Восени батальйон був переформований на полк, і увійшов до складу НГУ як Окремий загін спеціального призначення «Азов». Взимку 2015 року здійснив наступ на Широкине, після чого тривалий час там воював. 2019 року вів бої на Світлодарській дузі.
Під час російського вторгнення в Україну 2022 року «Азов» став осередком оборони Маріуполя і утримував комбінат Азовсталь. В лютому 2023 року полк реорганізовано в 12-ту бригаду спеціального призначення «Азов».

## Історія

### Передумови
За словами колишнього заступника командира батальйону Ярослава Гончара, свою діяльність підрозділ розпочав у квітні 2014 року, коли відбувалося його залучення до різного роду розвідувальних операцій.

### Створення
Батальйон «Азов» був створений 5 травня 2014 року у м. Бердянську, як і інші батальйони патрульної служби міліції особливого призначення (БПСМОП) на підставі рішення Міністерства внутрішніх справ України. При заснуванні його основу склали учасники ГО Автомайдан та «Патріот України».[джерело?]
Після створення батальйон «Азов» проводив тренування в Запорізькій області поблизу Бердянська, а також патрулював територію навколо Маріуполя.
На початку травня 2014 року батальйон провів декілька боїв з диверсійними групами у околицях Маріуполя.
7 травня терористи з автоматичної зброї обстріляли автобус батальйону поблизу селища Мангуш. Було поранено водія. Одного з нападників було вбито, ще двох взято в полон, серед них «міністр оборони» так званої «Донецької народної республіки» Ігор Хакімзянов.

### Бої у Маріуполі 9 травня
9 травня бійці батальйону «Азов» прибули на виклик начальника міліції м. Маріуполя з метою визволення від терористів захопленої будівлі міського відділу міліції у Маріуполі.
Батальйон проводив набір добровольців вже після початку боїв. 20 травня 2014 року було оголошено про набір бійців до батальйону. На початок червня 2014 року, за інформацією ексзаступника командира батальйону Ігоря Мосійчука, в складі спецбатальйону перебували 20 іноземців: з Росії, декількох скандинавських країн, та один громадянин Італії. 23 червня 2014 року на Софійській площі у Києві на вірність українському народові присягла третя рота спецбатальйону «Азов». 17 серпня 2014 року на площі поряд з Національним музеєм Історії України у Києві новобранці батальйону «Азов» з Донецької, Львівської, Київської та інших областей склали військову присягу на вірність українському народові та вирушили до зони бойових дій.
22 травня 2014 року командир батальйону «Донбас» Семен Семенченко оцінив батальйон «Азов» як найбільш боєздатний підрозділ МВС України.

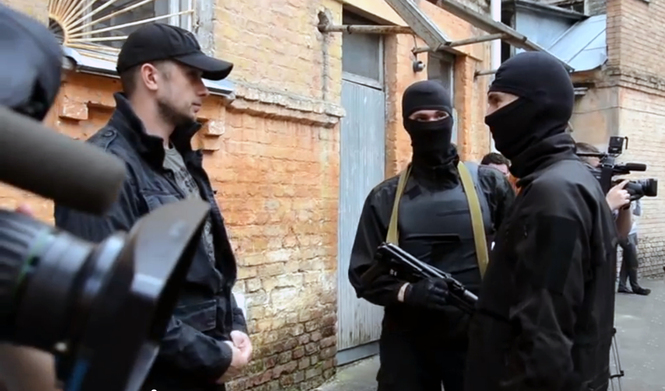
Андрій Білецький з бійцями «Азова». Київ, початок червня 2014

23 травня батальйон «Азов» запропонував бойовикам «Донецької народної республіки», дислокованим у районі міст Шахтарськ, Торез та Сніжне, прибрати незаконні блок-пости, скласти зброю та повернутися до своїх сімей. В іншому випадку батальйон буде вимушений провести зачистку усіх незаконно встановлених блок-постів в районі цих міст. Того ж дня батальйон «Азов» очистив виконавчий комітет Торезької міської ради Донецької області від бойовиків. В результаті перестрілки загинуло двоє представників «ДНР», з боку батальйону «Азов» загиблих і постраждалих не було.
26 травня 2014 року батальйон «Азов» разом з бійцями батальйону «Україна» взяли штурмом перевалочну базу російських бойовиків, облаштовану на дачі Олександра Януковича у селищі Урзуф. Під час штурму частину бойовиків було ліквідовано, частину затримано, під час огляду приміщень виявлено великий арсенал стрілецької зброї та готівку
26 травня у Маріуполі бійці батальйону «Азов» разом з батальйоном «Україна» під час проведення розвідувальної операції ліквідували близько 5 бойовиків, у тому числі снайпера, та затримали ще трьох. Також внаслідок операції було знищено частину боєприпасів.
12 червня бійцями батальйону у Маріуполі був затриманий Олександр Фоменко — один з ватажків бойовиків, «народний мер».

### Звільнення Маріуполя

Схема операції з визволення Маріуполя 13 червня 2014 р

13 червня бійці батальйону «Азов» за підтримки частин Національної гвардії, батальйону «Дніпро-1» та підрозділів Збройних сил України звільнили Маріуполь від проросійських бойовиків. Під час операції з українського боку було поранено 4 бійців (1 отримав важке поранення), бойовики втратили 3 убитими, 17 пораненими і 38 бойовиків було затримано.
30 червня 2014 року бійці батальйону «Азов» затримали сотника проросійського Бердянського козацтва Ігоря Гуськова, який є близьким соратником одного з ватажків бойовиків на Донбасі Ігоря Гіркіна-«Стрєлкова».
Від початку липня підрозділ здійснював операції з перекриття каналів постачання зброї бойовикам на території Донеччини. Зокрема, за повідомленням командира батальйону Андрія Білецького, станом на 6 липня узбережжя Азовського моря у Донецькій області повністю контролюється силами батальйону, здійснено встановлення блокпостів та затримано деяких терористів.
12 липня 2014 року бійці батальйону затримали одного з лідерів бойовиків міста Дружківка — Василя Черненка. Йому інкримінувалася організація терористичних груп та напади на українських військових.
15 липня 2014 року затримали Олексія Пабушкова «Грека» — одного з лідерів бойовиків, поплічника ватажка бойовиків Маріуполя Андрія Борисова на прізвисько «Чечен».
25 липня 2014 року затримали бойовика на прізвисько «Прапор», який обіймав посаду зброяра у місцевому осередку. Його передали до СБУ.

### Бої за Мар'їнку
4 серпня 2014 року батальйон «Азов» разом із батальйоном «Шахтарськ» та 51 ОМБр штурмував позиції проросійських бойовиків у Мар'їнці, що в передмісті Донецька. Серед озброєння та техніки батальйон «Азов» тоді брав участь в операції, маючи дві БМП, один танк, КамАз «Пряник» і стрілецьку зброю.[джерело?]
5 серпня 2014 Мар'їнку взяли під контроль українські сили. Воєнні аналітики вважають, що блискавична спецоперація зі звільнення Мар'їнки стала «однією з найуспішніших для підрозділів сил АТО за часи війни».[джерело?]
В тому бою загинув Андрій Грек («Балаган»), біженець із РФ, який переїхав до України через політичні переслідування за опозицію режиму Путіна. Його група підірвалася на радіокерованому фугасі. Ще 15 бійців підрозділу зазнали поранень.[джерело?]

### Бої за Іловайськ
10 серпня 2014 року батальйон «Азов» за участі бійців батальйонів «Донбас», «Дніпро-1», «Шахтарськ», «Миротворець», 17-ї танкової бригади, 93 ОМБр, 28 ОМБр та 51 ОМБр, а також 39-й, 40-й та 42-й батальйони тероборони розпочали операцію зі звільнення Іловайська та ліквідації укріпленого району бойовиків.
18 серпня 2-й взвод батальйону «Азов» разом з частинами батальйону «Донбас» та окремою ротою батальйону «Дніпро» вели важкі бої на підступах до Іловайська. Увечері частини батальйонів «Азов» та «Дніпро» закріпилися на підступах до міста.
20 серпня частину сил, зокрема батальйон «Азов», вивели з бою та перекинули назад у Маріуполь для підсилення сил оборони на тлі російського наступу.[джерело?]
Згодом, у вересні 2014 року, командир батальйону Андрій Білецький сказав, що в командуванні українських сил відбувався витік інформації противнику, завдяки чому російській стороні стало відомо про час і маршрут пересування колони українських сил для штурму Іловайська — противник завдав прицільних ударів «Ураганами» з території РФ. У грудні 2014 року заступник комбата «Азову» Вадим Троян прокоментував, що операція була фактично «розвідкою боєм» з боку командування, що призвела до чисельних втрат особового складу. Також військовий заявив, що розвідники та агенти «Азову» були на всій ділянці фронту й висловив припущення, що слід було натомість штурмувати Моспине.

### Оборона Маріуполя
26 серпня у батальйоні повідомили, що на територію України зайшла велика колона танків (до 30 одиниць), установок «Град» та гаубиць, і просувається в сторону Новоазовська і Маріуполя. У повідомленні зазначалося, що хоча частина конвою затримана на кордоні, у Маріуполі немає достатньої кількості українських сил для боротьби з ними.
Наприкінці серпня 2014 року група розвідників «Азову» потрапила в засідку проросійських сил під Новоазовськом. Кілька вояків були вбиті на місці, серед них був Микола Самофалов «Ядро». Деякі опинилися в тюрмах РФ, зокрема Максим Худан «Севастополь», міліціонер із Севастополя. За деякою інформацією, росіяни засудили військовослужбовців до ув'язнення, проте деталі справи невідомі.
5 вересня батальйон разом з підрозділами Збройних сил України займав оборону під Маріуполем в сторону Новоазовська.
5-6 вересня поблизу с. Широкине відбувся бій, в якому російські сили зазнали втрат, зокрема в техніці.[джерело?]

### Реорганізація та інтеграція до Національної гвардії
17 вересня 2014 року наказом Міністра внутрішніх справ України Арсена Авакова батальйон «Азов» було реорганізовано та розширено до полку з аналогічною назвою. Командиром новостворюваного полку залишився Андрій Білецький.
25 вересня представники миколаївського підрозділу «Азова» на пресконференції заявили, що вони планують відкрити в Миколаєві мобілізаційний центр і базу для підготовки добровольців.
4 жовтня було оприлюднено інформацію, що вояки «Азова» у співпраці з СБУ затримали дезертира — прапорщика Нацгвардії, котрий протягом трьох місяців «зливав» дані про пересування українських військ проросійським силам.
9 жовтня було прийнято рішення про переведення полку особливого призначення «Азов» МВС України до складу Національної гвардії України, що дало можливість забезпечити підрозділу спеціальне комплектування та навчання бійців, розпочати формування штатів і резерву, а також передати полку бойову техніку. На той час у лавах полку перебувало 800 осіб. Командир «Азову» Андрій Білецький зазначив, що підрозділ знаходиться у стадії формування, у його складі з'явився артилерійський дивізіон, який вже розпочав навчальні стрільби, є у складі полку і танковий підрозділ.
12 жовтня бійці полку, у взаємодії з військовослужбовцями ЗС України, знешкодили ворожий танк, котрий обстрілював позиції українських військових. Ліквідували також джип із російським командуванням, який прибув туди.
11 листопада міністром внутрішніх справ України Арсеном Аваковим було підписано наказ про переведення полку «Азов» до складу Національної гвардії України з подальшою доукомплектацією його до бойового стандарту бригад Національної гвардії.
28 листопада розвідгрупа полку «Азов» знищила розвідувальну групу проросійських сил, яка діяла в околицях Маріуполя. Російські сили зазнали втрат 2 убитими, 1 пораненим. Через артилерійський вогонь українські сили відступили без втрат.
12 грудня 2014 року ОЗСП «Азов» вів бої за населені пункти Павлопіль, Гранітне, Комінтернове.[джерело?]

### Наступ на Широкине

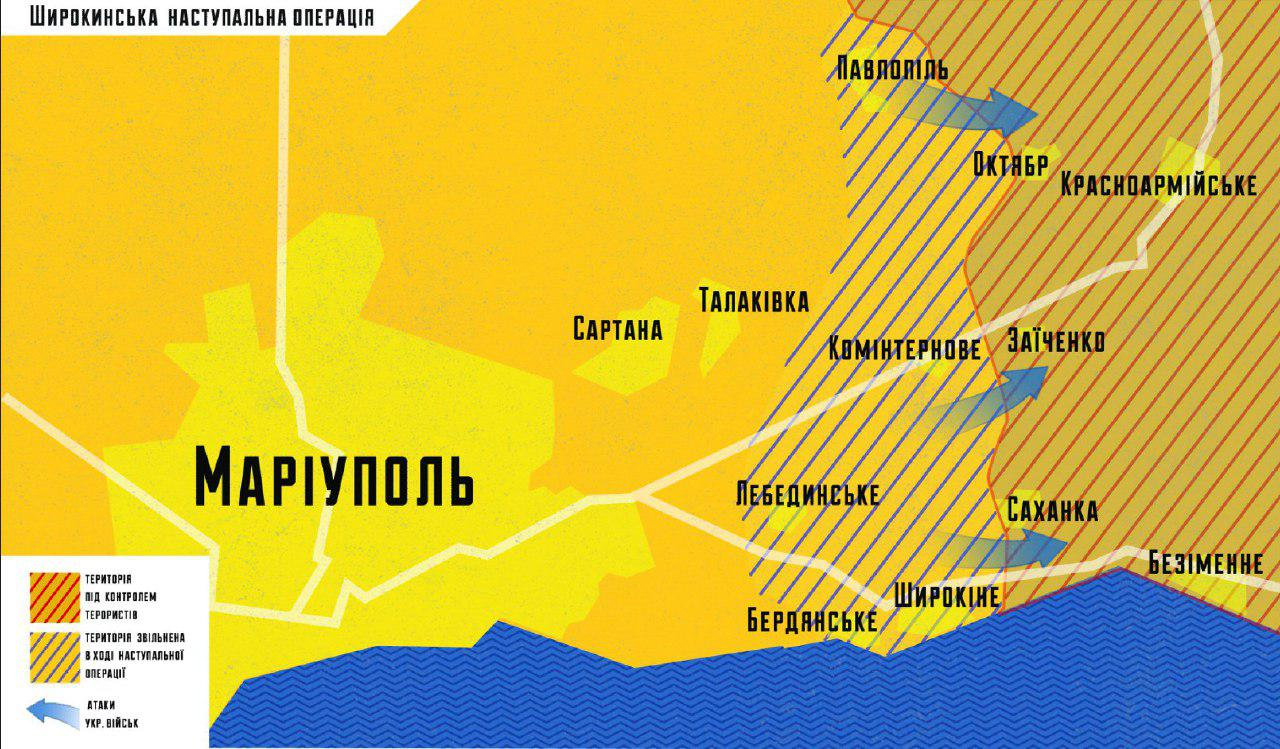
План-схема Широкинської наступальної операції, проведеної полком «Азов»

10 лютого 2015 року полком було визволено п'ять населених пунктів на схід від Маріуполя: Павлопіль, Комінтернове (нині Пікузи), Бердянське, Широкине та Лебединське.
18 квітня 2015 року Георгі Джанелідзе загинув у бою з окупантами поблизу села Широкине — ДРГ бойовиків наштовхнулася на позиції полку «Азов», зав'язався бій. Георгі зазнав смертельних поранень, його тіло лишилося на території, котра прострілювалася, росіяни не давали його забрати, а згодом замінували. Тіло Георгі вдалося вивезти після 10-годинних переговорів за участі ОБСЄ. Згодом експрезидент Грузії Михайло Саакашвілі повідомив, що грузинський доброволець перед смертю вбив російського інструктора.
На квітень 2015 року полк входив до складу 12-ї бригади оперативного призначення Східного оперативно-територіального об'єднання НГУ.
18 червня 2015 року, у річницю звільнення Маріуполя від проросійських сепаратистів, командир полку Андрій Білецький повідомив про реорганізацію полку Азов у окрему бригаду спеціального призначення. Штат новоствореної бригади буде доведений до 2,5 тисяч військових. Теперішній штат полку не дозволяє задовольнити місцем усіх добровольців.
У серпні 2016 року, згідно з певними джерелами з ініціативи Аллерова, частина формування була відведена на охорону блокпостів у Запорожжі.
Із початку війни станом на червень 2018 року через «Азов» пройшло близько 5000 осіб.
12—14 серпня 2019 року відбувся турнір на найкращий артилерійський розрахунок серед залучених до операції Об'єднаних сил, бійці окремого загону спеціального призначення «Азов» НГУ вибороли у ньому перемогу.

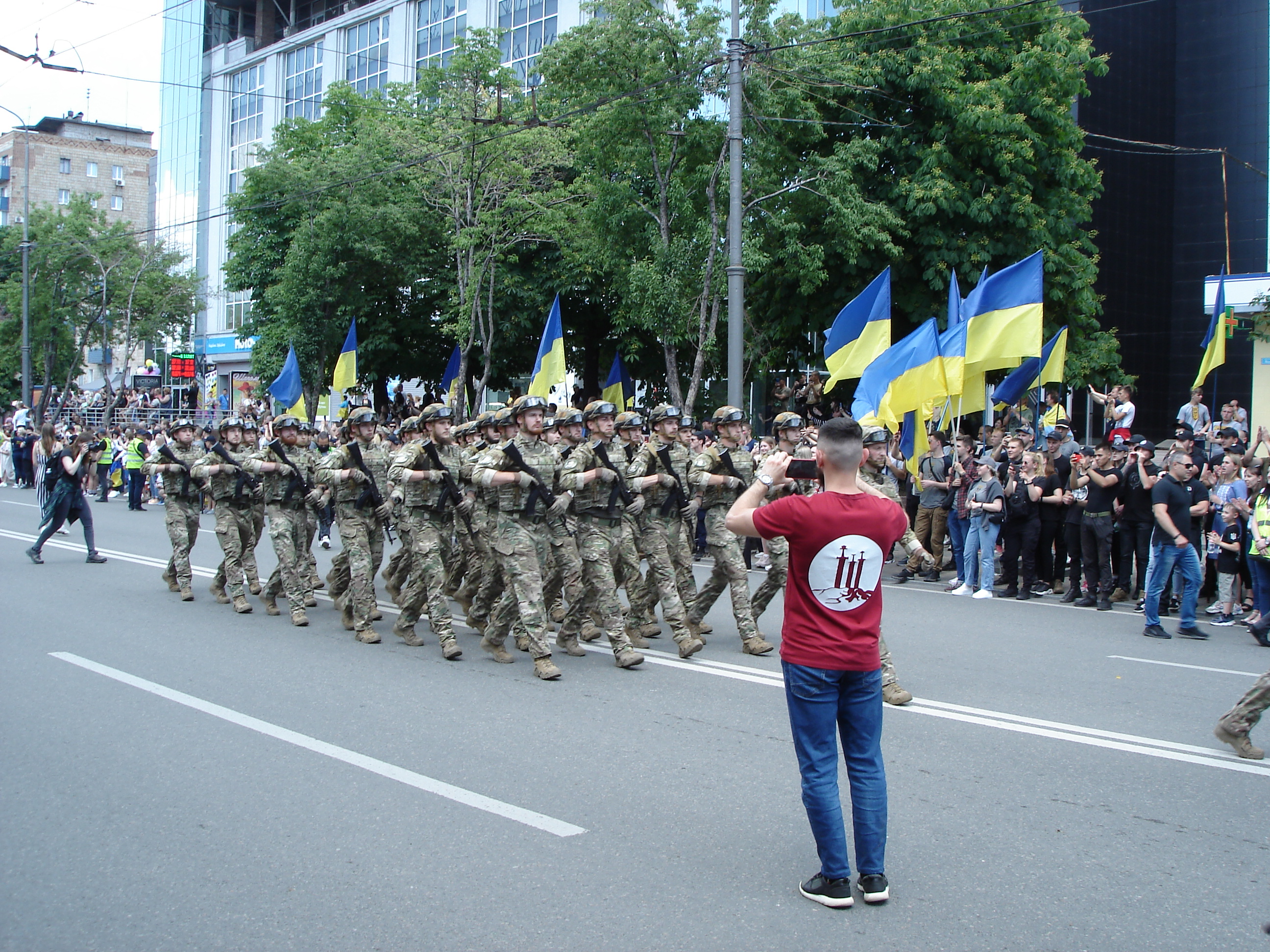
На параді у Маріуполі, 2021 р.

З січня по вересень 2019 року батальйонна тактична група (БТГр) «Азов» у складі 30 ОМБр ЗСУ виконувала бойове завдання на лінії зіткнення в районі Світлодарської дуги. У ніч на 29 серпня 2019 року бійці «Азова» розбили ДРГ на Світлодарській дузі.
З січня 2020 по вересень 2021 року ОЗСП «Азов» виконував задачі у складі УСКБ (угрупування снайперської та контрснайперської боротьби) в зоні проведення ООС по всій лінії бойового зіткнення. За період виконання бойових завдань втрати ворога становлять: 57 вбитими та 105 різного ступеня поранення. Знищено та пошкоджено десятки одиниць броньованої, автомобільної техніки та вогневих позицій противника.

### Російське вторгнення в Україну (2022)
24 лютого 2022 року «Азов» під командуванням Дениса Прокопенка зайняв оборону Маріуполя і прилеглих сіл.

| 26 лютого, 10-та година ранку, місто Маріуполь. Полк «Азов» разом із Збройними силами України, Національною гвардією та іншими силовими структурами надійно обороняє місто Маріуполь. Ми будемо битися до останньої каплі крові, нам не страшні ані ворожі танки, ані ракетні удари, ані ворожа авіація, я наказую кожному бійцю полку «Азов» битися до останнього. Ми будемо знищувати росіян у повітрі, на землі та на воді. Разом до перемоги! Слава Україні! |
| — Денис Прокопенко, 26 лютого 2022 року |

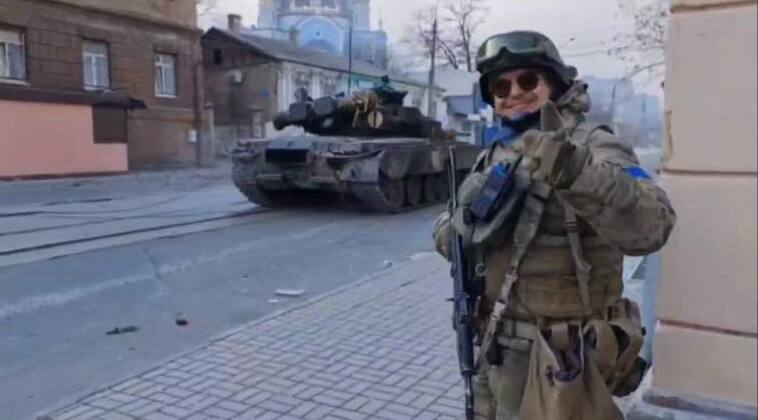
Офіцер «Азову» Віталій Грицаєнко біля танка Т-80 під час боїв за Маріуполь. Загинув 19 березня 2022.

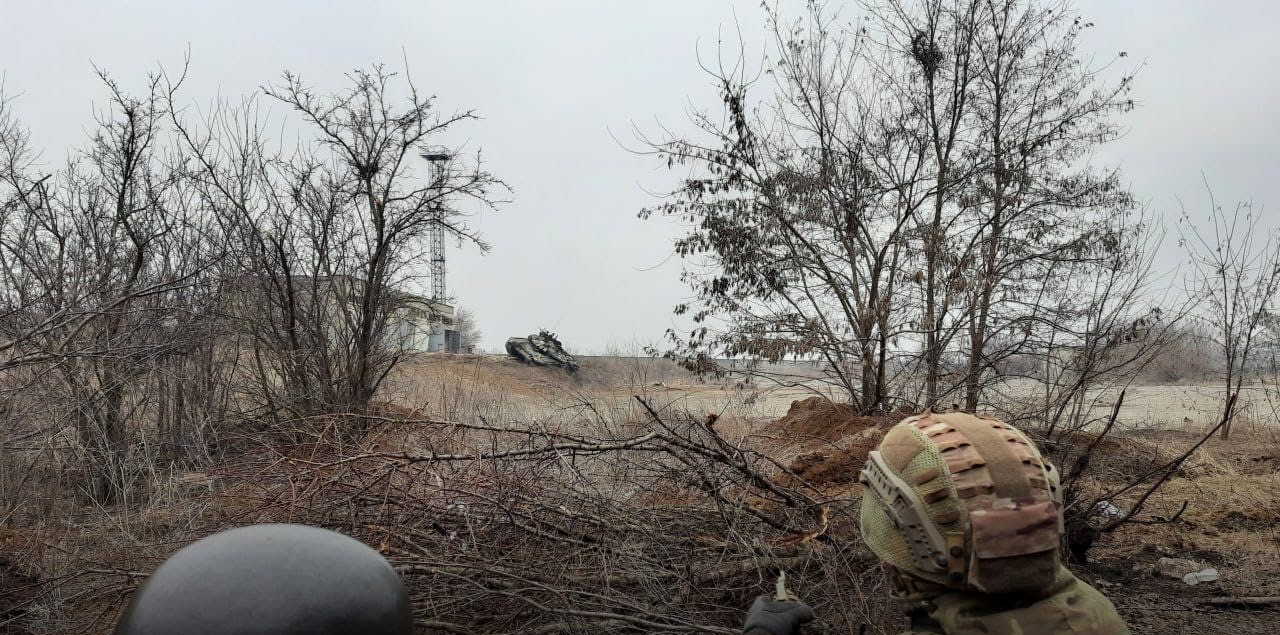
Бійці «Азову» на фоні підбитого російського танку. Березень 2022.

7 березня 2022 року командир полку Денис Прокопенко у відеозверненні закликав закрити небо над Україною й зарадити гуманітарному колапсу в Маріуполі, адже «ворог порушує правила війни, обстрілюючи цивільних і руйнуючи інфраструктуру міста, а також піддає маріупольців геноциду».
20 квітня 2022 року у твіттері заступник командира полку Святослав Паламар «Калина» опублікував відеозвернення з приводу евакуації цивільного населення та військового гарнізону з Маріуполя.
28 квітня 2022 року на момент повної блокади Маріуполя та маріупольського гарнізону на території комбінату «Азовсталь» у твіттері полку було опубліковане відео з повідомленням, на якому цивільних та поранених витягували з під завалів будівлі.

| Цілу ніч на військовий польовий шпиталь, що знаходиться на території заводу «Азовсталь» в Маріуполі й де перебувають поранені захисники, росіяни масово скидали багатотонні авіабомби, здатні пробити будь-які бетонні захисні споруди. Потім, вже завдавши руйнувань, продовжували нещадно обстрілювати руїни з корабельної артилерії. Серед вже поранених військовослужбовців є загиблі, наново поранені й контужені. Через ворожу атаку частина приміщення завалилася, зокрема операційна. Це унеможливлює тепер допомагати нашим воїнам навіть в тих умовах, що були раніше. Наголошуємо! Женевська конвенція гарантує захист стаціонарних та пересувних медичних установ, на них не мають здійснюватися напади! Захистом мають користуватися поранені та хворі. Незалежно від того чи вони є цивільними, чи військовими особами (комбатантами). Пораненим мають надавати необхідну допомогу без будь-якої дискримінації. Закликаємо міжнародні організації з захисту прав людини відреагувати на те, що росія продовжує нищити Маріуполь! |
| — Twiter-акаунт полку «Азов», 28 квітня 2022. |

29 квітня «Азов» опублікував втрати противника з початку війни:[неавторитетне джерело]
- 1157—2000 живої сили противника
- Санітарні втрати — 520-3150
- Танки — 49 знищено та 29 пошкоджено.
- БТР — 23 знищено, 24 пошкоджено.
- БМП — 36 знищено, 24 пошкоджено.
- БМД — 5 знищено.
- Катер «Раптор» — 1 знищено.
- Су-25 — 1 пошкоджено.
- ББМ «Тайфун» — 2 знищено, 2 пошкоджено.
- «Тигр» — 3 знищено, 2 пошкоджено.
- «Рись» — 2 знищено, 2 пошкоджено.

За даними командування полку «Азов», з 24 лютого по 15 квітня 2022 року, полк «Азов» під час оборони Маріуполя знищив близько 2,5 тисячі особового складу ворога, поранили понад 5 тисяч російських загарбників. Станом на квітень 2022 року, за підрахунками полку «Азов» це 15 % від загальних втрат ворога в Україні.
Зранку 11 травня в полку «Азов» повідомили, що на територію підприємства за минулу добу здійснили 38 літаковильотів, в тому числі 4 — стратегічні бомбардувальники. Не припиняє працювати ворожа ствольна артилерія, танки та інше озброєння. Це лише за поточну добу 11-го травня. Також були намагання штурму заводу «Азовсталь», де були заблоковані підрозділи які захищають Маріуполь. В генштабі повідомили, що деблокада Маріуполя військовим шляхом майже неможлива, це може призвести до значних втрат. В Маріуполь доставляли боєприпаси, рації і ліки; ця можливість припинилась після того як дані про це стали просочуватись в медіа. Російські війська запобігли постачанням заблокованим підрозділам в Маріуполі. Сили оборони втратили особовий склад і гелікоптери, котрі евакуювали поранених з «Азовсталі».
13 травня росіяни розпочали наземну операцію проти українських захисників в Маріуполі. Намагалися зламати опір українських воїнів, постійними бомбардуваннями з літаків та артилерійськими обстрілами. Проте захисники продовжували чинити опір.
15 травня росіяни не припиняли штурмувати «Азовсталь» в Маріуполі, застосовуючи запалювальні снаряди. Про це повідомив радник міського голови Маріуполя Петро Андрющенко: «Окупанти вперше застосували проти Захисників Маріуполя запалювальні або фосфорні бомби (висновок залишимо спеціалістам). Самі окупанти стверджують, що було застосовано запалювальні снаряди 9М22С».[джерело не вказане 964 дні] 9М22С використовують на реактивних системах залпового вогню БМ-21 «Град». Замінюючи штатну осколково-фугасну бойову частину ракети 9М22, ракета 9М22С несе бойову частину 9Н510. Бойова частина цієї ракети складається зі 180 запальних бойових елементів, виготовлених з магнієвого сплаву МЛ5 та наповнених піротехнічним складом, аналогічним терміту. Запалювальний снаряд 9М22С призначений для ураження живої сили та техніки супротивника шляхом створення масових вогнищ пожежі, а також безпосереднім попаданням. Російські війська продовжують використовувати всі сили та засоби для штурму «Азовсталі». В укриттях заблокованого заводу перебувають близько 600 тяжкопоранених військових. Через брак медикаментів та складні умови вони не можуть отримувати необхідну медичну допомогу.[джерело не вказане 964 дні] Віцепрем'єр-міністр — міністр з питань реінтеграції тимчасово окупованих територій Ірина Верещук заявила, що спецоперація з евакуації з «Азовсталі» розпочнеться з порятунку тяжкопоранених військовослужбовців та відбуватиметься в кілька етапів.

### Полон і вбивство полонених в Оленівці
20 травня, на 86-й день оборони Маріуполя, залишки гарнізону, згідно з наказом керівництва, зупинили супротив, здавшись у полон російським військам.
Деякі родичі полонених бійців «Азова» повідомили, що підтримують зв'язок з українською владою, але не мають «жодної інформації» про нацгвардійців. Ті, з ким вдалося зв'язатися, повідомили про своє перебування на окупованій території Донецької області і про «нормальні» умови утримання.
31 травня міноборони Росії повідомило про вилучення 152 тіл військових захисників «Азовсталі», в тому числі і спецпідрозділу «Азов» з підвалів заводу.[джерело не вказане 964 дні]

Вранці 29 липня російський пропагандистський сайт «РІА Новості» повідомив, що «під час обстрілу колонії» загинуло 53 українських військовополонених, яких утримували на території закладу. Генеральний штаб ЗСУ повідомив про «російський обстріл» у районі колонії в Оленівці, а також те, що знищення українських бійців росіянами, ймовірно, мало на меті звинувачення у злочині Україну та приховування тортур над військовополоненими.
108 бійців «Азову» було звільнено в ході масштабного обміну полоненими між Україною та Росією 21 вересня 2022 року. За домовленістю, п'ятеро командирів, зокрема 3 командири «Азову» — Денис Прокопенко, Святослав Паламар і Олег Хоменко, залишились в Туреччині, де мали перебувати до кінця війни під захистом президента країни Реджепа Ердогана.

### Відновлення боєздатності
У боях в Маріуполі була залучена не вся бригада: на момент початку повномасштабного вторгнення деякі військовослужбовці знаходились за межами Маріуполя. У квітні 2022 року ці військовослужбовці, а також ветерани «Азову» та добровольці, які відгукнулись на заклик деблокувати Маріуполь, сформували батальйон ОЗСП «Азов» та вели оборонні бої на Запорізькому напрямку в районі Великої Новосілки. Згодом до них приєднались евакуйовані з Маріуполя після поранень та звільнені з полону бійці підрозділу.
Після звільнення з полону командного складу «Азову», частини офіцерів і солдатів, полк почав набір особового складу і відновлення боєздатності. З жовтня 2022 року підрозділи «Азову» взяли участь в боях на півдні України.
23 грудня 2022 року розпочався набір та формування 3-го батальйону оперативного призначення у складі полку.
В січні 2023 року в рамках створення штурмових бригад МВС «Гвардія наступу», міністерство запрошувало добровольців в лави «Азову». В лютому Окремий загін спеціального призначення НГУ «Азов» розширився до бригади.
У травні 2023 року бригаду залучили на Оріхівському напрямку під час початку контрнаступу. Зокрема, в липні того ж року бригада вела бої за Новопокровку.
З серпня 2023 року «Азов» виконував бойові завдання на Лиманському напрямку, зокрема у районі Серебрянського лісництва.
12 лютого 2024 року стало відомо, що Окремий загін спеціального призначення «Любарт» увійшов до складу 12-ї бригади спеціального призначення «Азов» як 5-й батальйон.
На початку квітня 2024 року бригада оголосила про утворення 6-го батальйону та набір особового складу до нового підрозділу.
11 червня 2024 року Адміністрація президента США Джо Байдена дозволила бригаді «Азов» Національної гвардії України використовувати американську зброю. Таким чином було скасовано заборону, накладену близько 10 років тому.
6 вересня 2024 року бригаду «Азов» залучили до оборони міста Торецька на Донеччині. Зокрема, бригада вела бої у селищі Нью-Йорк та його околицях. «Азову» вдалося стабілізувати ситуацію, повернути під контроль частину Нью-Йорка і деблокувати українські сили, які перебували у російському оточенні.

## Структура

### Батальйон (травень— вересень 2014)
- 1-ша сотня «Центурія»[93]
  -  чота «Бородач Дивіжн»[94]
- 2-га «залізна» сотня[95]
- 3-тя сотня[96]
- 4-та «спартанська» сотня[97]
- окрема розвідувально-диверсійна чота[98]
  -  Хорватський підрозділ «Sinovi smrti»[99]
- окрема ударно-штурмова чота[98]

### Полк (вересень 2014—2022 рік)
- 1-й батальйон
  -  1-ша сотня[93]
  - 2-га сотня
  -  3-тя сотня[100]
  -  мінометна батарея[101]
- 2-й батальйон[97]
  -  1-ша сотня
  -  2-га «Залізна» сотня
  -  3-тя сотня «Спартан»
  - мінометна батарея[97]
- диверсійно-штурмова група «Ведмеді»[102]
- танкова рота «Холодний Яр»
- артилерійський дивізіон
- зенітно-ракетний артилерійський дивізіон[103]
- інженерно-саперна рота[104]
- комендантська рота[105]
- Хорунжа служба[106]

### Бригада (з лютого 2023 року)
- 1-й батальйон спеціального призначення[107];
- 2-й батальйон спеціального призначення[108];
- 3-й батальйон спеціального призначення[109] (розформований у травні 2024[110]);
- 3-й інтернаціональний батальйон[111];
- 5-й батальйон спеціального призначення «Любарт» (реорганізовано в 20-ту бригаду оперативного призначення);
- 6-й батальйон спеціального призначення[88];
- Розвідувальний загін спеціального призначення[112];
  - Група розвідки спеціального призначення «Пірати»[113]
- Рота технічних засобів розвідки спеціального призначення[114];
- Танковий батальйон[115];
- Бригадна артилерійська група[116];
- Батальйон ударних безпілотних систем[117][118];
- Батальйон сил підтримки[119]
  -  Інженерно-саперна рота[112];
  - Інженерно-позиційна рота
  - Вогнеметний взвод
- Зенітний ракетно-артилерійський дивізіон[120];
- Рота РЕБ[121];
- Взвод РХБЗ[112];
- Медична рота[112];
- Хорунжа служба[122];
- Група комплектування (рекрутинг)[123];

## Озброєння

### 2014—2022 роки
При створенні на озброєнні батальйону перебувала стрілецька зброя, зокрема автомати АКС-74, снайперські гвинтівки СВД та кулемети ПКМ. Також на озброєнні батальйону перебував саморобний бронеавтомобіль, виготовлений на базі вантажівки марки КамАЗ. За словами заступника командира 2-ї роти Дмитра Лінька, автомобіль було обшито бронепластинами та арматурою, які дозволяють витримати калібр 7.62, та оснащено великокаліберним кулеметом «Утьос». Панцерник, який у батальйоні отримав назву «Залізяка», уперше був випробуваний під час звільнення Маріуполя від терористів, та воював «надзвичайно вдало».
Наприкінці серпня 2014 року «Азов» отримав від Міністерства оборони важке озброєння, зокрема зенітні установки ЗУ-23-2.
3 березня 2015 року полк сформував танкову роту у складі 10 танків Т-64Б1М.
12 червня 2015 року Палата представників США прийняла поправку про заборону тренування бійців «Азова» і передачі їм озброєння в рамках американської програми підтримки Збройних сил України. Коментуючи цю поправку, депутат Ігор Мосійчук повідомив, що «лобіюванням негативної постанови конгресу по „Азову“ і ПЗРК займався політтехнолог Пол Манафорт тісно пов'язаний з Сергієм Льовочкіним». Цей же політтехнолог редагував разом з конгресменом Джоном Кон'єрсом з Демократичної партії антиукраїнську поправку. 2018 року Конгрес США заборонив використовувати кошти з американської військової допомоги для України «для озброєння, тренування чи іншої підтримки полку „Азов“».
У вересні 2015 року снайпери полку отримали на озброєння гвинтівки Fort-301.
На 2019 рік на озброєнні полку перебували 122-мм гаубиці Д-30.

### З 2023 року
На озброєнні бригади знаходяться західні бронемашини HMMWV та MRAP MaxxPro, а також вітчизняні Новатор-2. Бронемашини HMMWV та MRAP MaxxPro вирізняються камуфляжем «Чорнозем», розробленим та нанесеним командою Civil Resistance and Assistance Foundation (CRAF).
1 травня 2023 року «Азов» отримав на озброєння українські ударні дрони Punisher та Фурія.
Наприкінці червня 2023 року стало відомо, що бригада отримає перероблений з трофейного Т-62 важкий штурмовий БТР, а також ремонтно-евакуаційну машину.
У липні 2023 року бригада мала причіпні 155-мм гаубиці TRF1.
У серпні 2023 року бригаді передали танки Т-64БВ, а також бронетранспортери БТР-4, і гусеничні M113.
На листопад 2023 року бригада мала американські 155-мм САУ М109L, модифіковані в Італії, а також італійські причіпні 155-мм гаубиці FH70.
У квітні 2024 року бригада мала італійські легкі 105-мм причіпні гаубиці OTO Melara Mod 56.
10 червня 2024 року газета The Washington Post на своєму сайті повідомила, з посиланням на Державний департамент США, що 12-та бригада спеціального призначення «Азов» пройшла перевірку дотримання закону Лехі, який забороняє передачу військової допомоги США іноземним підрозділам, що вчинили серйозні порушення прав людини, тому з «Азову» знято заборону на постачання американської зброї. 11 червня 2024 року зняття заборони підтвердили представники бригади.
16 липня 2024 року бригада отримала 15 од. FV432 і 2 од. БРЕМ FV434.
17 липня 2024 року бригаду озброїли модернізованими українськими бойовими машинами піхоти БМП-1ТС.
У грудні 2024 року бригада отримала чеські 155-мм САУ DITA, а також хорватські реактивні установки RAK-SA-12.
У січні 2025 року Азов розповів, що має на озброєнні танки Т-80У, які були взяті трофеями у 4-ї танкової дивізії.
У лютому 2025 року повідомлено, що батальйон безпілотних систем бригади використовує тактичні автомобілі «Джура» для транспортування наземних роботизованих комплексів.

## Рекрутинг і вишкіл
Першим очільником рекрутингового відділу «Азову» був Андрій Дмитруха.
У вересні 2014 року у Полтаві на території колишнього заводу газорозрядних ламп відкрили навчально-мобілізаційний центр «Полтавщина» батальйону «Азов».
Під час активної фази бойових дій на Донбасі 2014—2015 років добровольці проходили мінімальну перевірку: якщо загальні фізичне та ментальне здоров'я було в порядку — охочих брали до підрозділу. Рекрутів навчали в рамках курсу молодого бійця. Набір до підрозділу відбувався радше «сарафанним радіо» та завдяки рекламі в соціальних мережах.
З кінця 2015 року, зі зниженням інтенсивності бойових дій, стартувала перша масштабна рекрутингова кампанія «Сучасна українська армія». Загальний військовий вишкіл зазнав якісних змін і вдосконалень, більше уваги до підготовки новобранців та навчання дійсних військовослужбовців. Посил полягав у підкресленні якісного реформування підрозділу та перетворення добровольчого підрозділу на високопрофесійний, зберігаючи добровольчий дух при цьому.
2016 року була заснована Військова школа імені Євгена Коновальця. Рекрути почали проходити базовий курс бойової підготовки, модульну програму, що «дає чітке розуміння військової справи». Курс враховував актуальний досвід ведення бойових дій на Донбасі та навички, яких він вимагає.
2017 року стартувала кампанія «Твій полк». Її посилом став девіз: «стань своїм серед кращих». Кампанія почалася, коли підрозділ почали позиціонувати як елітарний, а також той, що має історію, витрачає багато часу на підготовку новобранців. Це стало можливим якраз після створення Військової школи імені Євгена Коновальця, бо її випускники стали інструкторами наступних наборів.
На 2022 рік рекрути мали проходити 15-тижневий курс підготовки по стандартах НАТО. Під час курсу рекрути опановували тактичну та вогневу підготовку, тактичну медицину, фізичну підготовку, топографію та процедуру управління підрозділом (TLP). Офіцерський склад готувався за стандартом MDMP (процес прийняття військових рішень).
Першою загальнонаціональною рекрутинговою кампанією після початку повномасштабного вторгнення РФ на територію України стала кампанія з набору до бригад Гвардії наступу взимку та навесні 2023 року, 9 штурмових бригад у рамках Національної гвардії та підпорядкованих Міністерству внутрішніх справ. Серед них і бригада «Азов». Створені напередодні очікуваного масштабного контрнаступу штурмові бригади мали посилити Сили оборони України. За словами начальника штабу бригади Богдана Кротевича, кількість охочих долучитися під час кампанії відчутно зросла: замість 7-8 кандидатів у рекрутингові центри приходило близько 30 осіб. Гасло «Азову» під час рекрутингової кампанії до Гвардії наступу: «Незламні, нескорені, неспинні!»[джерело?]
2 листопада 2023 року бригада «Азов» разом із найбільшою українською платформою з працевлаштування work.ua та рекламною агенцією Banda анонсували старт нової рекрутингової кампанії з гаслом: «Війську потрібні різні професії». Мета кампанії — комплектація підрозділу новобранцями на небойові посади.

### Військова школа
Військова школа імені Євгена Коновальця — спеціалізована школа для підготовки сержантів. Відкрита 17 квітня 2016 року на тренувально-мобілізаційній базі полку «Азов», що знаходиться на території колишнього заводу «АТЕК» у Києві. Частина тренувань також проходили на базах полку «Азов» на Сході України.

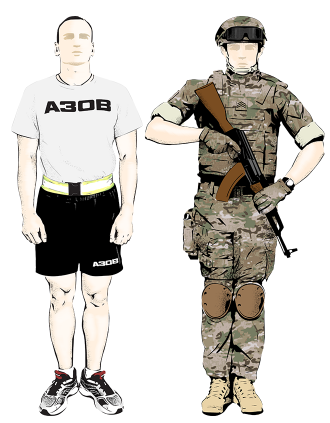
Уніформа «Азову». Зліва — форма для фізичної підготовки, справа — бойова форма Мультикам

Засновником і керівником школи є Гіоргі Купарашвілі — колишній командир грузинського спецназу, який неодноразово брав участь у військових діях. Інструкторами школи є офіцери грузинської армії, більшість яких здобули офіцерську освіту в США за програмою «зелених беретів». Підготовка проводиться за стандартами НАТО з посиленою фізичною і психологічною підготовкою. Також залучений грузинський, американський та естонський досвід. Курсанти отримують підготовку з тактики, топографії, психологічної підготовки та роботи зі ЗМІ
У перший набір було зараховано 50 бійців полку «Азов». Після чотирьох місяців навчання 25 випускників отримали сертифікати сержантів, які були їм вручені 29 вересня 2016 року на плацу музею «Київська фортеця».

### Хорунжа школа
Хорунжа школа імені підполковника Миколи Сціборського — спеціалізована школа для підготовки підофіцерського складу. Відкрита 20 листопада 2017 року на базі полку АЗОВ (Маріуполь). Планувалось започаткувати напрям підготовки з роботи з особовим складом, підготовки ідеологів.
До складу курсантів увійшли особи, які перебувають на посаді заступника командира окремих підрозділів ротного рівня. Усі викладачі мають науковий ступінь. Залучені викладачі з дніпровських вишів готували свого часу програму реформування роботи з особовим складом у Збройних силах України. Проте керівництвом ЗСУ ця ідея була відкинута.
Навчання має тривати 33 дні. Протягом навчального дня вихованці можуть прослухати 5 лекційних або семінарських пар, крім того, проводяться заняття з фізичного виховання (рукопашного, ножового бою) і вогневої підготовки. Також викладаються дисципліни прикладного спрямування (військова психологія, військова педагогіка, риторика), ідеологічні та суто військові предмети.
Після закінчення курсу випускники отримують диплом, а їхні підрозділи — хоругви, відзнаки та спеціальні значки. Тож у кожного підрозділу з'являться власний бойовий прапор і людина, яка буде за нього відповідати.
Перший випуск відбувся 22 грудня 2017 року.

## Командування

### Командири
- Андрій Білецький (травень — жовтень 2014)
- Ігор Михайленко (жовтень 2014 — серпень 2016)
- Максим Жорін (серпень 2016 — вересень 2017)
- Денис Прокопенко[161] (вересень 2017 — травень 2022)
- Микита Надточій, т.в.о. (17 червня 2022—2023)[162]
- Богдан Кротевич, в.о. (2023)[163]
- Денис Прокопенко (2023—2025)
- Богдан Грішенков (з 18.04.2025[164])

### Начальники штабу
- Вадим Троян (червень — жовтень 2014)
- Андрій Клос, т.в.о. (жовтень — листопад 2014)
- Владислав Соболевський (листопад 2014 — вересень 2017)
- Клименко Ігор (2017—2021)
- Богдан Кротевич (2021—2023, 2023 — 2025)
- Андрій Ковкрак (з 04.2025)[165]

## Втрати
За даними Книги пам'яті, у 2014—2019 роках загинуло 47 бійців «Азова».
В ході російського вторгнення в Україну 2022 року, під час оборони Маріуполя загинуло понад 300 воїнів «Азову».

## Традиції

### Символіка
Навесні 2014 року партизанський загін Чорний Корпус (в той час були відомі як «чорні чоловічки»), до складу якого входили деякі майбутні «азовці», використовував прямокутну чорно-білу емблему із зображенням групи вояків на фоні тризуба на тлі сонячних променів.
З початку літа 2014 року бійці батальйону «Азов» неофіційно використовували емблеми з жовтим тлом із зображенням символу «Ідея нації» на фоні герба України та язичницького символу «чорне сонце», що сходить над блакиттю Азовського моря. Ця емблема відображала контекст географічних особливостей регіону Приазов'я, де було створено підрозділ. Такі емблеми використовувалися до зими 2014 року.
Після перетворення батальйону в полк і переходу в підпорядкування Національної гвардії України емблему було переформатовано. З весни 2015 року полковою емблемою є синя «Ідея нації» нахилена під кутом («атакуюча») на жовтому тлі щита. Вона була затверджена 11 серпня 2015 року.[джерело?]
З кінця 2015 — початку 2016 років підрозділи полку почали запроваджувати власні емблеми.
Навесні 2022 року під час оборони Азовсталі символ «ідея нації» — ꑭ —отримав власний юнікод — (U+A46D).

Емблема партизанського загону «Чорний Корпус». Весна 2014.
Емблема батальйону «Азов». Початок літа 2014 — кінець зими 2015.
Емблема полку (пізніше бригади) «Азов». Весна 2015 — сьогодення.

### Відзнаки та державні нагороди
26 березня 2024 року 12-та бригада спеціального призначення «Азов» отримала почесну відзнаку — стрічку «За мужність та відвагу».

### День мертвих та Поле мечів
Для вшанування пам'яті загиблих «азовців», військовослужбовці проводили містерію «День Мертвих». Містерія відбувається вночі, зазвичай в день осіннього рівнодення. Уперше це відбулося восени 2015 року під Маріуполем. На закритий захід мають право потрапити тільки азовці, родичі померлих чи гості, що мають особливе запрошення.

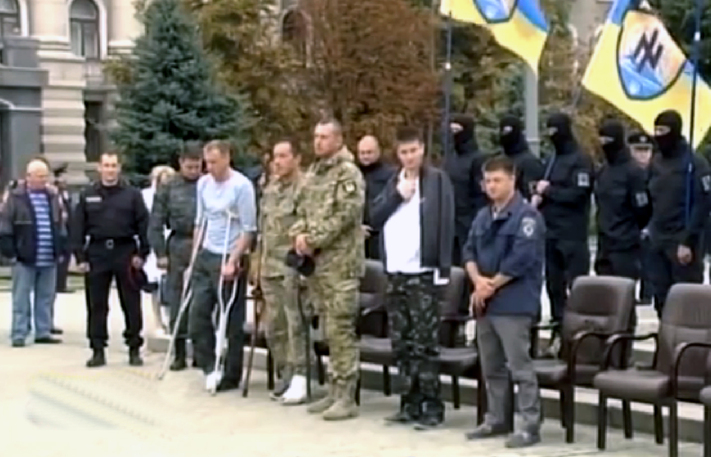
Почесна варта «Азову» на церемонії вшанування загиблих та поранених бійців АТО керівництвом МВС України, 22 серпня 2014

Для цього у 2015 році в селі Урзуф насипали курган, і на його вершині встановили три великі мечі. Містерія відбувається вночі, зазвичай під час осіннього рівнодення, під час якої згадують усіх загиблих побратимів. Хорунжий поіменно називає загиблих воїнів та обставини загибелі, а боєць зі щитом з іменем загиблого проголошує: «Пам'ятаємо!», стрій відповідає: «Помстимося!».
З початку вторгнення 2022 року ритуал вшанування спростили. На плацу шикуються гарнізон, смолоскипна команда, командири, хорунжі та побратими загиблого бійця. Бійці несуть труну, а попереду — розгорнутий прапор полку. Вони виголошують промову про полеглого й моляться. Бійці по одному підходять до труни, аби попрощатися. Завершують церемонію прощання родичі.
У день осіннього рівнодення 23 вересня 2023 року бійці бригади «Азов» провели за традицією День мертвих у неназваному місці.

### Внутрішні нагороди
14 січня 2024 року командир бригади «Азов» підполковник Денис Прокопенко нагородив бійців іменними ножами. Ця відзнака — нова традиція підрозділу. Вона вручається найкращим штурмовикам за проявлені ними якості у бою.

## У цивільному житті

### Громадська діяльність
Друкованим органом ОЗСП «Азов» є часопис «Чорне Сонце». З грудня 2017 року, за підтримки полку «Азов», виходить мілітарний журнал Національна оборона.
29 вересня 2014 року з'явилася заява місії ОБСЄ щодо очолювання бійцями полку «Азов» заворушень під час знесення пам'ятника у Харкові.
20 грудня 2015 року полк «Азов» за участі Цивільного Корпусу «Азов» відкрив у Маріуполі пам'ятник князю Святославу. Відкриття супроводжувалося ходою та святковим концертом. Цей пам'ятник встановлений на місці, де раніше стояв пам'ятник Леніну, який знесли у рамках програми по декомунізації.

### Участь у політиці
2014 року на виборах до Верховної ради командира полку «Азов» Андрія Білецького було обрано народним депутатом України (виборчий округ № 217 у Києві).
У вересні 2016 року Білецький анонсував створення на день Покрови нової політичної партії. 14 жовтня 2016 засновано політичну партію «Національний корпус». Полк «Азов», як підрозділ Національної гвардії, не бере участі у політиці, але з ним тісно пов'язані громадсько-політичний рух Цивільний Корпус «Азов» та Національні Дружини, до яких входять колишні бійці «Азову», волонтери. Через тісний зв'язок із діяльністю політичної партії та міжнародну активність деяких ветеранів та діючих членів Азову команда розслідувачів Bellingcat звинуватила його в тому, що починаючи з 2015 року «Азов» систематично вербує американських ультраправих екстремістів, просуваючи власну міжнародну повістку та у зв'язках з американськими ультраправими організаціями Atomwaffen Division, Rise Above Movement. Ситуацію прокоментував спікер Національного корпусу Роман Чернишов, заявивши, що публікація Bellingcat — «набір страшилок, кліше і стереотипів». За його словами, журналісти намагаються «очорнити азовський рух», змішуючи в публікації полк Азов і партію Нацкорпус.

## Вшанування

### Нагороджені
Найвищими державними нагородами відзначені:
- Прокопенко Денис Геннадійович, командир ОЗСП «Азов», Герой України (2022).[181]
- Грицаєнко Віталій Миколайович, заступник командира ОЗСП «Азов», Герой України (2022, посмертно).
- Паламар Святослав Ярославович, заступник командира ОЗСП «Азов», Герой України (2022).[181]
- Пашко Лев Валерійович, Герой України (2022). [182]
- Цимбал Богдан Олександрович, Герой України (2024). [183]
- Копань Василь Юрійович, Герой України (2025, посмертно). [184]

### Топоніміка
У кількох містах України є вулиця Героїв полку «Азов» або вулиця Героїв Азову. Зокрема, такі вулиці мають обласні центри: Запоріжжя, Київ, Суми, Полтава.

### Мурали і меморіальні дошки

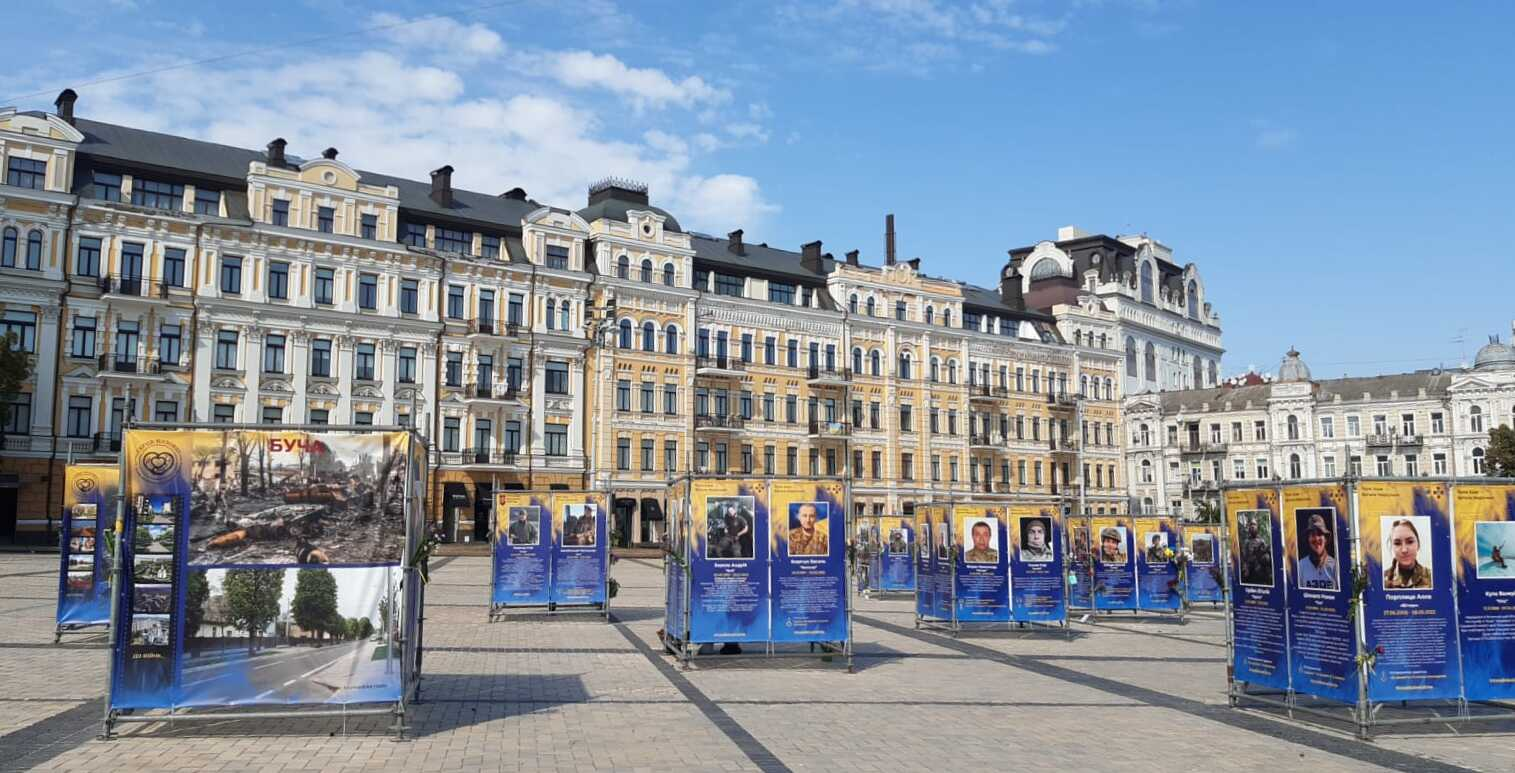
Фотовиставка на Софіївській площі в Києві, присвячена загиблим воїнам «Азова». 2023 рік, вересень

В Києві у вересні 2023 року відкрили мурал присвячений Андрію Огороднику з позивним «Оджос».
У центрі Рівного в жовтні 2023 року відкрили мурал, на якому зображені рівненські бійці полку «Азов» Костянтин Друзь і Віталій Семчук, які загинули в боях за Маріуполь після початку повномасштабного вторгнення.
В березні 2023 року на фасаді київського виробництва кави Mad Heads Coffee Roasters зобразили мурал, присвячений полоненим оборонцям «Азовсталі».
В травні 2023 року на столичній Оболоні з'явився мурал пам'яті бійця полку «Азов» Олександра Гряника.
В грудні 2023 року у Києві на Поштовій площі з'явився мурал на підтримку полонених захисників «Азовсталі».

### У мистецтві
Події на Донбасі очима бійців полку «Азов» описано у романі Василя Шкляра «Чорне сонце».

## Азов і Росія
З моменту заснування «Азов» намагалися інфільтрувати російськими агентами з метою отримання інформації про місця дислокації підрозділу, види озброєнь, оперативну інформацію про планування бойових дій, персональну інформацію щодо командування підрозділу та особового складу тощо.
16 листопада 2014 року керівництво полку, спільно з СБУ та Держприкордонслужбою України, затримали Дмитра Рассєйкіна, громадянина Росії і члена неонацистської організації «Реструкт», який за завданням російських спецслужб мав увійти до складу підрозділу, і надавати інформацію щодо діяльності «Азова» та операцій, у яких він братиме участь, а також підготувати замах на його керівництво, для чого мав комплектуючі для встановлення вибухівки дистанційного керування.
Одним із найбільш резонансних випадків було з'ясування факту тривалої присутності російського шпигуна в лавах «Азову». Ним був законспірований офіцер родом із Владивостока, який мав за плечима службу в морській піхоті та роботу оперативним співробітником СОБР. Російський блогер і бойовик так званої «ДНР», Олександр Жучковський зазначає, що Олексій Філіппов (позивний «Фог») був «найуспішнішим агентом під прикриттям, який працював у тилу ворога на благо Новоросії» на той час. Російського шпигуна «перекинули» в Україну в січні 2015 року, він перетнув кордон і заявив про себе як про добровольця, що перейшов на бік України для «боротьби з російською владою». За завданням своїх кураторів, Філіппов збирав інформацію про добровольчі батальйони, постачання техніки та озброєнь для ЗСУ, переміщення та дислокації сил і засобів українських військових. Як стверджує Жучковський, Філіппов також був безпосередньо причетний до вбивств представників добровольчих батальйонів. З липня 2015 до квітня 2016 року Філіппов був інструктором на навчально-тренувальній базі «Азову» в Києві. В РФ Філіппова засудили на 3 роки колонії загального режиму за двома пунктами статті 282 УК РФ. Олексій Філіппов також близький до воєнного злочинця Олексія Мільчакова.
5 вересня 2022 року Шевченківський районний суд м. Чернівці виніс тюремні вироки двом зрадникам України, яких викрила СБУ на передачі російським кураторам інформацію про місцезнаходження позицій ОЗСП «Азов».
16 вересня 2022 року СБУ затримала російського агента, що намагався потрапити на службу в ОЗСП «Азов». Мешканець Донеччини мав паспорт так званої «ДНР» та раніше брав участь у бойових діях у складі сил проросійських терористів. Його завербували російські спецслужби для здійснення розвідувально-підривної діяльності щодо підрозділу.
6 жовтня 2022 року майор Богдан Кротевич під час брифінгу командирів полку «Азов» заявив, що представники ГРУ намагалися завербувати військовополонених бійців «Азову», пояснюючи це тим, що «Азов» гарно воює, і треба «разом знищувати США і Захід».
25 листопада 2022 року СБУ затримала колишнього співробітника МВС України, який вирішив перейти на бік Росії. Серед засекреченої інформації про керівництво та кадрових співробітників силових відомств України, яку йому вдалося здобути за вказівкою російських кураторів, була інформація щодо командування «Азову».
27 квітня 2023 року було викрито очільницю Полтавського районного суду, яку завербували ФСБ для проведення розвідувально-підривної діяльності проти України. Зокрема їй інкримінують передачу окупантам інформацію про переміщення трьох бійців окремого загону спецпризначення «Азов» з Маріуполя до району Мангуша.
13 липня 2023 року СБУ засудила співробітника ФСБ, що створив агентурну мережу в Україні для шпигування та виявлення координат місць дислокації «Азову».

## Міжнародна співпраця

### Іноземні добровольці
За інформацією ексзаступника командира батальйону Ігоря Мосійчука, на початок червня 2014 року, в складі спецбатальйону перебували 20 іноземців: з Росії, декількох скандинавських країн, та один громадянин Італії. Проте за словами начальниці групи комплектації бригади «Азов» Ярослави Кашки, «тоді через брак дисципліни та неможливість системного відбору» набір іноземних добровольців було призупинено.
Станом на 18 лютого 2019 року, за словами т.в.о. начальника штабу ОЗСП «Азов» у складі підрозділу не служать іноземні громадяни. У неофіційному статусі інструкторів перебували 1 чи 2 громадяни РФ.
Офіційно набір іноземців до лав підрозділу почали лише з розширенням до бригади. Станом на лютий 2024 року в складі підрозділу оформлені 1-2 десятки інструкторів-іноземців, які мають бойовий досвід. Переважно це колишні військовослужбовці з США та Великої Британії. Очільниця групи комплектації бригади «Азов» Ярослава Кашка зазначає, що «іноземні кандидати проходять ретельну перевірку: перевіряються не лише формальні вимоги щодо відсутності судимості, але й політичну незаангажованість, а також реальний бойовий досвід — наскільки кандидат може бути корисним для підрозділу».
До цього на добровільній основі тренували «азовців» офіцери грузинської армії, що також доклали зусиль до формування Військової школи ім. Євгена Коновальця.
23 грудня 2024 року 12-та окрема бригада спеціального призначення «Азов» Національної гвардії України розширила можливості для проходження військової служби, оголосивши про набір іноземних добровольців. Про це було повідомлено на офіційному Telegram-каналі бригади. Бригада зазначає, що до її лав долучилися іноземні добровольці, які спільно з українськими військовими протистоять агресору.

### Обмін досвідом
У січні 2024 року військовослужбовці 12-ї бригади спеціального призначення «Азов» НГУ здійснили робочий візит до Естонії, в рамках якого взяли участь у військовій конференції EstMil. tech 2024 в Таллінні, провели відкритий семінар для офіцерів Естонської Військової Академії та виїзний семінар для членів Кайтселійту в м. Йихві. Також «азовці» провели ряд зустрічей: із заступником директора Канцелярії Уряду Естонії по національній безпеці та оборонній координації Кадрі Пеетерс, з членами парламенту Естонської Республіки, Головою Комісії по міжнародним справам Марко Міхкельсоном, заступником Голови групи Україна-Естонія Танелем Кійком, екс-міністром економіки Андресом Суттєм, колишнім командуючим Кайтселійтом, генерал-майором Меелісом Кіілі та представниками нинішнього керівництва Кайтселійту.
В травні 2019 року делегація від Військової школи командирів імені полковника Євгена Коновальця та полку «Азов» відвідали Латвію з робочим візитом. Зокрема «азовці» відвідали церемонію на Братському кладовищі Латвійських воїнів (Cemetery of the Brethren), кава-брейк у Генеральному штабі об'єднаних сил Латвії та тренувальний центр «Земессардзе», де поспілкувалась із майором Артуром Максі, а також учасники поїздки познайомились із командиром 4-ї бригади «Земессардзе» та відвідали майбутній полігон ближнього бою у місті Земессардзе.

## Додатково
16 липня 2016 року в Запорізькій області за напад на інкасаторський автомобіль було затримано трьох осіб, що представилися бійцями полку «Азов». Затримання відбулось в результаті проведення спецоперації СБУ.
2 серпня 2022 року Верховний суд РФ, на вимогу Генеральної прокуратури РФ, визнав «Азов» терористичною організацією і заборонив його діяльність на території Росії. Росія назвала полк «неонацистським» і звинувачувала його у воєнних злочинах. Судові засідання провели в закритому режимі. В полку «Азов» відреагували на таке рішення Росії і закликали США та інші держави визнати Росію державою-терористом.
19 січня 2023 року міністр з питань цифрової трансформації України Михайло Федоров повідомив, що компанія Meta пообіцяла більше не блокувати контент про полк «Азов».

### Новини
- Бойцы батальона «Азов» встретились с бердянскими журналистами // «PRO.berdyansk.biz», 16 травня 2014 (рос.)
- Бійці батальйону «Азов» розповіли, кого ліквідували під час своїх спецоперацій. Мирними жителями там і не пахне // «Новий Погляд», 28 травня 2014
- Народна армія. Все про добровольчі батальйони, що воюють на Донбасі // InfoResist, 12 червня 2014
- Командир батальйону «Азов»: Найстрашніша помилка влади — політичні переговори з сепаратистами // «Українська правда», 17 червня 2014 [Архівовано 17 червня 2014 у Wayback Machine.]
- В Мариуполе «черные человечки» обещали защищать город (Фоторепортаж) // 0629.com.ua, 8 липня 2014 [Архівовано 11 листопада 2014 у Wayback Machine.] (рос.)